# 西経165度線
西経165度線（せいけい165どせん）は、本初子午線面から東へ165度の角度を成す経線である。北極点から北極海、北アメリカ、太平洋、南極海、南極大陸を通過して南極点までを結ぶ。西経165度線は、東経15度線と共に大円を形成する。

## 通過する地域一覧
西経165度線は、北極点から南極点まで南に向かって以下の場所を通っている。
| 地理座標                                               | 国土・領土・領海 | 備考 |
| ------------------------------------------------------ | ---------------- | --- |
| 北緯90度0分 西経165度0分 / 北緯90.000度 西経165.000度  | 北極海           | |
| 北緯71度46分 西経165度0分 / 北緯71.767度 西経165.000度 | チュクチ海       | |
| 北緯68度53分 西経165度0分 / 北緯68.883度 西経165.000度 | アメリカ合衆国   | アラスカ州 |
| 北緯67度54分 西経165度0分 / 北緯67.900度 西経165.000度 | チュクチ海       | コッツビュー・サウンド（英語版）                                                                                    |
| 北緯66度30分 西経165度0分 / 北緯66.500度 西経165.000度 | アメリカ合衆国   | アラスカ州 — スワード半島                                                                                           |
| 北緯64度26分 西経165度0分 / 北緯64.433度 西経165.000度 | ベーリング海     | ノートン・サウンド（英語版）                                                                                        |
| 北緯62度32分 西経165度0分 / 北緯62.533度 西経165.000度 | アメリカ合衆国   | アラスカ州 — ユーコン・カスコクウィム・デルタ（英語版）                                                             |
| 北緯60度21分 西経165度0分 / 北緯60.350度 西経165.000度 | ベーリング海     | アメリカ合衆国アラスカ州ユニマック島（英語版）（北緯54度34分 西経164度56分 / 北緯54.567度 西経164.933度）の西を通過 |
| 北緯54度8分 西経165度0分 / 北緯54.133度 西経165.000度  | アメリカ合衆国   | アラスカ州 — ティガルダ島                                                                                           |
| 北緯54度4分 西経165度0分 / 北緯54.067度 西経165.000度  | 太平洋           | |
| 南緯60度0分 西経165度0分 / 南緯60.000度 西経165.000度  | 南極海           | |
| 南緯78度33分 西経165度0分 / 南緯78.550度 西経165.000度 | 南極大陸         | ロス海属領 - ニュージーランドが領有権主張                                                                           |